# Gustaaf Van Roosbroeck
Pour les articles homonymes, voir Roosbroeck.
Gustaaf Van Roosbroeck, né le 16 mai 1948 à Hulshout, est un coureur cycliste professionnel belge.

## Palmarès

### Palmarès amateur
- 1967
  - 2e de la Coupe Egide Schoeters
  - 3e du Tour des Flandres amateurs
- 1968
  - 5e étape du Tour de Belgique amateurs
  - Coupe Marcel Indekeu
  - 2e de Bruxelles-Opwijk
- 1969
  - Bruxelles-Opwijk
  - 2e et 3e étapes de l'Olympia's Tour
  - 3e étape du Tour de Belgique amateurs
  - Coupe Marcel Indekeu
  - 3e du Circuit du Hainaut
  -  Médaillé de bronze du championnat du monde sur route amateurs

### Palmarès professionnel
| - 1970 - 2e de Bruxelles-Merchtem - 1971 - 5e étape du Tour de Belgique - Flèche rebecquoise - Grand Prix de l'Escaut - 1reb étape du Silverstone Trophy - 2e du Omloop van de Westkust - 3e de Bruxelles-Biévène - 1972 - Kuurne-Bruxelles-Kuurne - Circuit des régions fruitières - Grand Prix de Denain - 2e étape du Grand Prix de Fourmies - Prix national de clôture - 3e de la Maaslandse Pijl - 3e de Harelbeke-Poperinge-Harelbeke - 3e du Circuit de Niel - 6e de Paris-Roubaix - 7e de la Flèche wallonne - 1973 - Trophée Luis Puig - 3e étape du Tour d'Italie - 7e étape du Tour de Suisse - Prix national de clôture - 1974 - 5ea étape du Tour de Romandie - Flèche Hesbignonne - 2e du Championnat de Zurich - 3e du Samyn - 3e du Circuit de Belgique centrale - 6e du Tour de Romandie | - 1975 - Maaslandse Pijl - 2e de Kessel-Lier - 2e du Circuit de la région frontalière - 7e du Tour des Flandres - 1976 - Circuit des Trois Provinces (Avelgem) - 1978 - Nokere Koerse - Grand Prix de Hannut - Circuit de Belgique centrale - Gullegem Koerse - Prix de Saint-Amands - 2e du Grand Prix Jef Scherens - 2e du Circuit de Niel - 3e du Grand Prix de Denain - 3e du Grand Prix de la ville de Vilvorde - 3e du Championnat de Zurich - 1979 - À travers les Flandres - Classement général des Trois Jours de La Panne - 2e du Circuit de Wallonie - 2e du Omloop van de Westkust - 3e du Circuit du Tournaisis - 3e du Circuit du Brabant occidental - 1980 - 1re étape des Trois Jours de La Panne - 2e des Trois Jours de La Panne - 2e du Circuit du Brabant central |  |

## Résultats sur les grands tours

### Tour de France
2 participations
- 1973 : 66e
- 1974 : 63e

### Tour d'Italie
1 participation
- 1973 : abandon (9e étape), vainqueur de la 3e étape

### Tour d'Espagne
1 participation
- 1972 : hors délais (5e étape)